# Rudolph Hering (Bergrat)
Rudolph Hering (* 3. Januar 1803 in Schandau; † 12. Mai 1888 in Freibergsdorf) war ein deutscher Bergbeamter, nach ihm wurde unter anderem der Rudolphschacht in Lauta benannt.

## Leben
Der Sohn des Floßmeisters und Leutnants Carl Adolph Hering besuchte die Bergakademie Freiberg und die Universität Leipzig. 1821 wurde er Mitglied des Corps Montania Freiberg. Nach dem Ende des Studiums war er von 1828 bis 1834 als Protokollist und später als Assessor im Bergamt Freiberg tätig. Als Bergmeister leitete er anschließend in Nachfolge Wilhelm Fischers vier Jahre das Bergamt Johanngeorgenstadt. 1838 wurde er zum Bergmeister in Marienberg mit Geyer und Ehrenfriedersdorf ernannt. Sein Nachfolger in Johanngeorgenstadt wurde am 24. Oktober 1838 Anton Voß. Als Hering am 23. Januar 1839 in sein neues Amt in Marienberg eingewiesen wurde, ist der Wasserlochschacht bei Lauta in Rudolphschacht umbenannt worden. Auf diesem heute noch im Marienberger Ortsteil Lauta vorhandenen Schacht wurde 2005/2006 ein Pferdegöpel wiedererrichtet. Seit der Mitte des 19. Jahrhunderts übernahm Hering als Direktor die Leitung im Königlich Sächsischen Kupferhammer Grünthal und übersiedelte nach Grünthal. 1858 erhielt Hering vom sächsischen König den Titel Bergrat verliehen. 1873 schied er aus dem aktiven Dienst aus und zog nach Freibergsdorf bei Freiberg, wo er 15 Jahre später starb.